# Grb Gane
Grb Gane je službeno usvojen 4. ožujka 1957.
Sastoji se od plavog štita kojeg pridržavaju dva zlatna orla koji oko vrata imaju vrpce boja državne zastave. Štit je zelenim križem Svetog Jurja sa zlatnim rubom podijeljen na četiri djela. U sredini križa nalazi se zlatni lav koji simbolizira povezanost Gane s Commonwealthom i Ujedinjenim Kraljevstvom. U gornjem lijvom dijelu štita nalazi se mač okyeame koji se koristi pri ceremonijama, te predstavlja regionalnu vlast Gane. U gornjem desnom dijelu, dvorac na moru predstavlja predsjedničku palaču u Accri u gvinejskom zaljevu, te simbolizira državnu vlast. U donjem dijelu štita nalaze se stablo kakaovca, koje predstavlja poljoprivredno bogatstvo Gane, te rudnik zlata, koji predstavlja rudno bogatstvo države. Iznad štita su biseri nacionalnih boja: crvene, zelene i zlatne, koje se nalaze i na Zastavi Gane. Iznad njih je crna zvijezda koja simbolizira slobodu Afrike. Ispod štita nalazi se vrpca s državnim geslom: Freedom and Justice (sloboda i pravda).